# Helen Palmer
Helen Palmer (* um 1940 in USA) ist eine US-amerikanische Psychologin, Enneagramm-Trainerin und Bestsellerautorin. Ihr bekanntestes Buch The Enneagram (deutsch: Das Enneagramm) wurde über eine Million Mal gedruckt und in 28 Sprachen übersetzt.

## Leben
Helen Palmer hat Psychologie studiert und danach auch gelehrt. Durch den chilenischen Psychiater Claudio Naranjo wurde sie in den späten Sechzigerjahren in die neue Typenlehre des Enneagramms eingeführt. Sie hat sich intensiv mit diesen neun Persönlichkeitstypen auseinandergesetzt. Bereits in den Siebzigerjahren begann sie ihre Studierenden im Center for the Investigation and Training of Intuition (CITI) in Berkeley im Enneagramm auszubilden. Ihr erstes Buch Menschenkenntnis durch das Enneagramm wurde zu einem Standardwerk dieser neuen Charakterlehre. Sie ist Mitglied von The Narrative Enneagram (TNE), und mit dem Psychiater David Daniels wurde sie 1988 Mitbegründerin des Enneagram Professional Training Program (EPTP). 1994 organisierten sie die erste International Enneagram Conference an der Stanford University, an der 1.200 Personen teilnahmen und die vom Department of Psychiatry und Professor Michael Ray von der Stanford Graduate School of Business finanziert wurde. Daraus ging die International Enneagram Association hervor, deren Gründungsdirektorin sie wurde.
Palmer hat maßgeblich Anteil an der Erforschung, Entwicklung und Verbreitung des Enneagramms in Amerika, Europa und Asien. Sie lehrte das Enneagramm in Seminaren und Workshops bei spirituellen Institutionen, Gesundheitseinrichtungen, Wirtschaftsverbänden und an Universitäten wie Harvard, John F. Kennedy University, Loyola University Chicago, The Union Institute and University und die California School of Professional Psychology. Mit ihrem Kollegen David Daniels hat sie dabei über 1.000 Enneagrammtrainer ausgebildet. Ihre bevorzugte Methode ist die „mündliche Tradition“ (englisch: „oral tradition“), worin sie die Teilnehmenden in sogenannten panels selbst sprechen lässt und dadurch teilweise sehr ähnliche Verhaltensweisen, Körperhaltungen und Äußerungen zum Vorschein kommen.
Palmer hat etwa fünfzig Publikationen herausgegeben, sie ist mit ihren Werken The Enneagram und The Enneagram in Love and Work (deutsch: Das Enneagramm in Liebe und Arbeit) zur Bestsellerautorin geworden, diese wurden in 28 Sprachen übersetzt und über eine Million Mal aufgelegt. Ihre wegweisenden Beiträge zum Enneagramm wurden beim Fernsehsender Public Broadcasting Service (PBS) unter dem Titel Breaking Out of the Box. Discovering the enneagram ausgestrahlt.
2020 trat Palmer in den Ruhestand, sie bleibt aber Gründerin der internationalen Enneagramm-Organisation.

## Schriften (Auswahl)
- Inner Knowing, Tarcher, 1998.
- The Enneagram Advantage: Putting the Nine Personality Types to Work in the Office, Harmony, 1998.
  - Das Enneagramm, sich selbst und andere verstehen lernen, Droemer Knaur, 1998, ISBN 978-3-426-77339-0 (20 Auflagen).
- The Enneagram in Love and Work and the editor of Inner Knowing, Tarcher, 1998.
  - Das Enneagramm in Liebe und Arbeit, Droemer Knaur, ISBN 978-3-426-86079-3.
- Mit Paul B. Brown: Das Enneagramm im Beruf, Droemer Knaur, 2000, ISBN 978-3-426-87007-5.